# Julien Green
Pour les articles homonymes, voir Green.
Pour le joueur de football, voir Julian Green.
Cet article possède un paronyme, voir Julien Gracq.
Julien Green, né Julian Hartridge Green (6 septembre 1900 à Paris 17e – 13 août 1998 à Paris 7e), est un écrivain américain de langue française, le premier étranger membre de l'Académie française et l'un des rares auteurs à avoir été publié dans la collection de la Pléiade de son vivant. Il est considéré comme un des écrivains majeurs du XXe siècle. Son œuvre, en particulier son monumental Journal mais aussi plusieurs de ses romans (Adrienne Mesurat, Léviathan, Épaves, Moïra...), a été saluée par les plus grands et continue d'être étudiée en France comme à l'étranger.

## Biographie

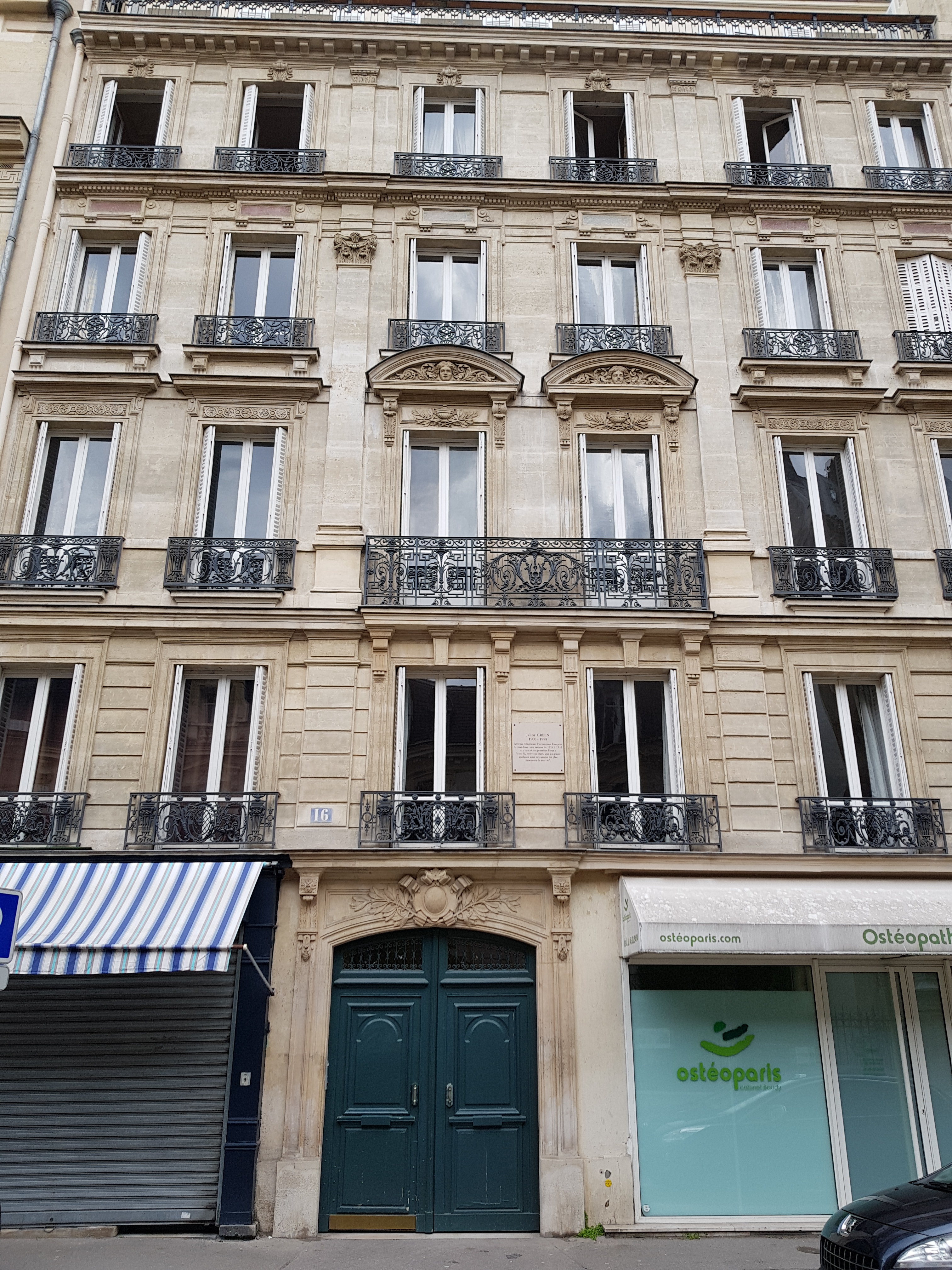
L'immeuble où vécut la famille Green de 1916 à 1932, 16, rue Cortambert, Paris 16e.

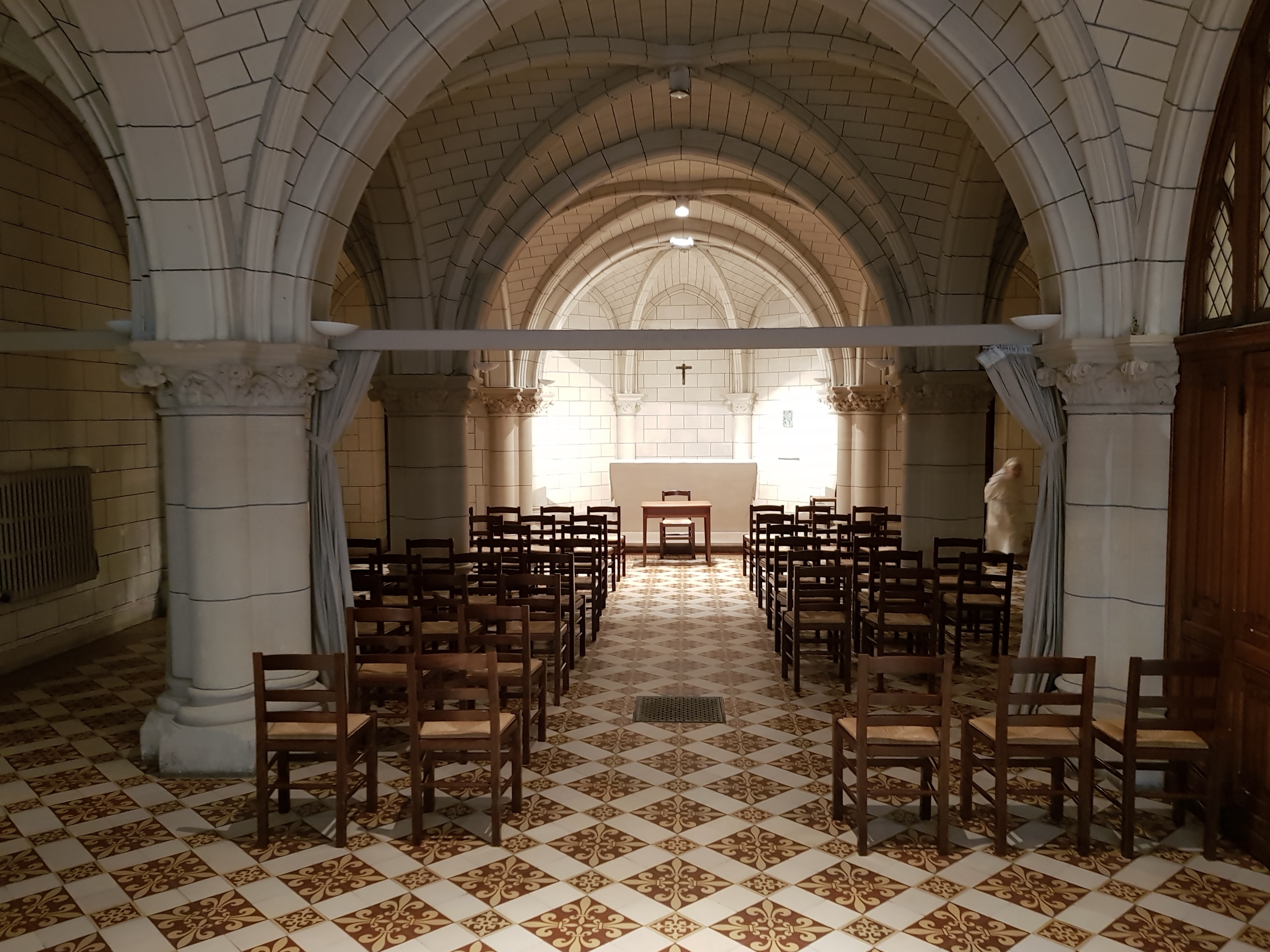
Crypte de la chapelle de la rue Cortambert, Paris.

Julien Green est né à Paris, 4, rue Ruhmkorff, de parents américains, descendant du côté de sa mère du sénateur et représentant démocrate de la Géorgie au congrès américain Julian Hartridge (en) (1829-1879) et dont Julien Green porte le prénom (Green a été baptisé « Julian » ; l'orthographe a été changée en « Julien » par son éditeur français dans les années 1920). Il grandit dans le 16e arrondissement de Paris, puis au Vésinet et passe ses vacances dans la commune d'Andrésy, dans les Yvelines. Il poursuit toutes ses études en France au lycée Janson-de-Sailly. Sa mère, protestante pieuse et aimante, meurt alors qu'il a 14 ans, et la famille déménage rue Cortambert, à Paris.[réf. nécessaire]
Il se convertit au catholicisme en 1916, à la suite de son père et de toutes ses sœurs, ainsi qu'il le raconte dans Ce qu'il faut d'amour à l'homme, son autobiographie spirituelle. Il abjure l'anglicanisme à la crypte de la chapelle des sœurs de la rue Cortambert. Âgé de seulement 17 ans, Julian Green réussit à rejoindre les rangs de la Croix-Rouge américaine, puis est détaché dans l’artillerie française en 1918 en tant que sous-lieutenant et sert en Italie. Démobilisé en mars 1919, il se rend pour la première fois aux États-Unis en septembre de la même année et effectue trois ans d'études à l’université de Virginie, où il éprouve un premier amour chaste et secret pour un camarade d'études. Il écrit son premier livre en anglais, avant de revenir vivre en France.[réf. nécessaire]
À Paris, il rencontre Robert de Saint Jean en 1924. Ils resteront liés durant soixante ans, cohabitant pendant de longues périodes. La publication du Journal intégral, à partir de 2019, a révélé que cet amour, longtemps présenté comme platonique, revêtait aussi une dimension sexuelle, et qu'il a été toute sa vie tiraillé entre ses désirs homosexuels et sa foi catholique.
Green songe à une carrière de peintre (il fait la connaissance de Christian Bérard), mais la reconnaissance obtenue dans les années 1920, dès la publication de son premier roman, l'oriente définitivement vers l'écriture. Grâce à la complicité de Jacques de Lacretelle, il côtoie le milieu littéraire parisien, en particulier Jacques Maritain et sa femme Raïssa, François Mauriac, André Gide ou Jean Cocteau, mais aussi Jean Desbordes ou Gabriel Marcel (ce qu'atteste son Journal intégral, dans lequel de nombreux commentaires, parfois sévères, sur les grandes figures du milieu littéraire de l'entre-deux-guerres, sont désormais publiés).
En juillet 1940, après la défaite de la France, il retourne en Amérique. En 1942, il est mobilisé et envoyé à New York pour servir au Bureau américain de l'information de guerre. Cinq fois par semaine, il s'adresse à la France dans l'émission de radio Voice of America, et travaille entre autres avec André Breton. Il enseigne la littérature dans une faculté de jeunes filles américaines. Julien Green revient à Paris en septembre 1945, est logé dans un hôtel réquisitionné par l'ambassade américaine, puis trouve un appartement. Il retrouve ses papiers, ses livres et son mobilier d'avant-guerre, grâce à un ami qui avait tout entreposé dans un garage.
En 1947, il travaille sur le scénario d'un film sur Ignace de Loyola, pour Robert Bresson, mais ne parvient pas à le terminer.
En 1960, il publie Chaque homme dans sa nuit, dont l’action se déroule en grande partie à New York, dans une traduction réalisée par sa sœur, Anne Green. Le New York Times est nuancé dans ses éloges : « Étrange et tendu, il est convaincant, autant qu'un roman de Dostoïevski peut l'être », au prix « d’une construction incertaine et d'un mépris pour tout réalisme ordinaire »
 

Entre 1963 et 1974, il publie quatre volumes de mémoires qui concernent les deux premières décennies de sa vie, soit les années qui précèdent la tenue des journaux quotidiens qu’il publie à partir de 1938. Dans le troisième volume, Terre lointaine (1966), il décrit comment il découvre son homosexualité à l’université de Virginie, son premier amour, et ses discussions avec un camarade de classe ayant les mêmes inclinations. Il se présente comme un homosexuel chaste dont la relation avec son compagnon est « platonique ». De nombreux intellectuels catholiques expriment leur admiration pour ce « modèle de droiture ». 

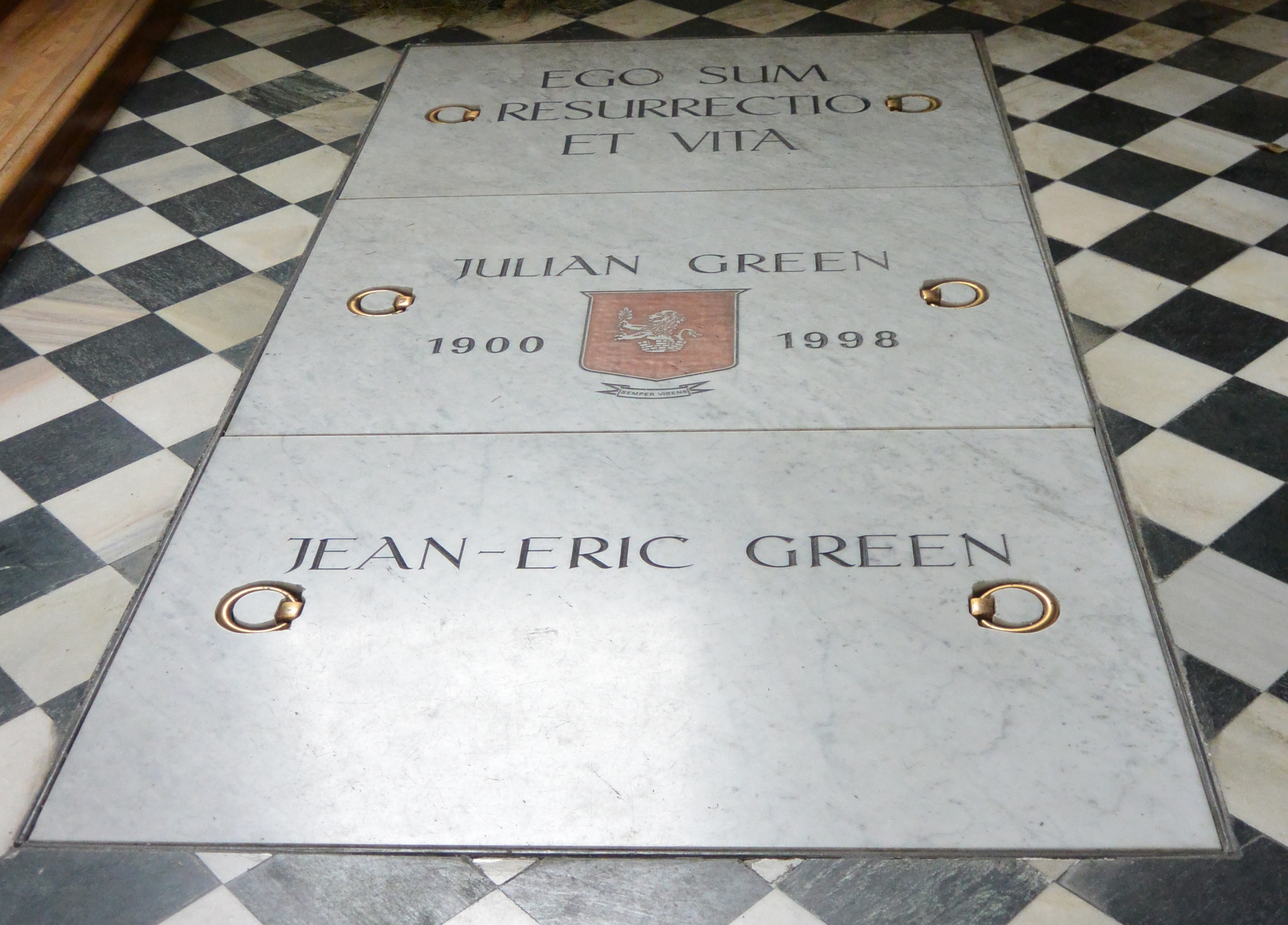
Pierre tombale de Julien Green, église de Klagenfurt, Autriche.

Julien Green est élu à l'Académie française le 3 juin 1971, au fauteuil 22, succédant à François Mauriac. La réception officielle a lieu le 16 novembre 1972 ; il en est le premier membre étranger. Le 14 novembre 1996, alors qu'il en est le doyen, il décide de quitter officiellement cette institution. Son siège n'est cependant déclaré vacant qu'à son décès[réf. nécessaire].
En 1972, il décline la proposition du président de la République, Georges Pompidou, d'acquérir la nationalité française[réf. nécessaire].
Il est enterré le 21 août 1998 à Klagenfurt en Autriche dans l'église Saint-Égide (de). Ému par une statue ancienne de la Vierge Marie lors d'une visite en 1990, l'écrivain avait en effet émis le désir d'être inhumé dans une des chapelles de cette église, l’Église catholique ayant, en France, refusé son inhumation en l’église d'Andrésy. Éric Jourdan, son fils adoptif, repose à ses côtés depuis 2015[réf. nécessaire].

## Œuvre
L'œuvre de Julien Green se compose de romans, d'essais, de pièces de théâtre et d'une autobiographie mais aussi d'un journal.

### Le journal
Le Journal de Green couvre la période de 1919 à 1998. Ce journal offre une chronique de sa vie littéraire et religieuse, et surtout un panorama unique de la scène artistique et littéraire à Paris sur près de 80 ans.
Une édition intégrale du journal, incluant environ 60 % de contenus inédits, en particulier sur la vie sexuelle très active de Green, mais aussi sur son quotidien et ses amitiés ou inimitiés littéraires est en cours depuis septembre 2019,,,.

### Thèmes
L'œuvre de Green est marquée tant par son homosexualité que par sa foi catholique, et dominée par la question de la sexualité et celle du bien et du mal. La plupart des livres de ce catholique pratiquant par périodes s'intéressent aux problèmes de la foi et de la religion ainsi qu'à l'hypocrisie.
Plusieurs de ses livres évoquent le Sud des États-Unis. Profondément marqué par la guerre de Sécession, l'auteur se considère dans ses écrits comme un « Sudiste ». Il a hérité ce patriotisme de sa mère, qui venait d'une famille distinguée du Sud. Quelques années avant la naissance de Julien, un choix de poste en Allemagne ou en France fut proposé à son père. La mère de Julien appuya le choix de la France en raison du fait que les Français étaient « aussi un peuple fier, récemment vaincus dans la guerre et nous nous comprendrons mutuellement » (référence à la défaite française de 1871 dans la guerre franco-prussienne).

## Postérité
Même si Julien Green a écrit l'essentiel de son œuvre en français, il a aussi publié quelques rares ouvrages en anglais puisqu'il était parfaitement bilingue. Il a aussi traduit certaines de ses propres œuvres en anglais ainsi que des auteurs comme Charles Péguy. Quelques-unes de ses traductions sont publiées dans Le Langage et son double, en édition bilingue présentant le texte anglais en regard du texte français, ce qui permet la comparaison directe.
Quatre de ses ouvrages ont été adaptés au cinéma ou à la télévision. Léviathan (1962), réalisé par Léonard Keigel et dont il a écrit lui-même le scénario, en est le plus connu ; parmi les acteurs figurent Marie Laforêt, Louis Jourdan et Lilli Palmer. Les téléfilms Adrienne Mesurat (1953), Si j'étais vous (1971) et Mont-Cinère (1970) de Jean-Paul Roux, dont il a écrit aussi le scénario avec Robert de Saint Jean, parmi les acteurs Victor Lanoux.
Green a également écrit le scénario et les dialogues de La Dame de pique (1965), d'après une nouvelle de Pouchkine.
On notera également une adaptation théâtrale de Mont-Cinère, de Stéphane Bouvet, au Bouffon Théâtre (Paris 19e) et au Ranelagh, (Paris 16e).
Le roman Si j'étais vous a inspiré la psychanalyste Melanie Klein[réf. nécessaire].

### Archives
Ses manuscrits, dont son journal, et une grande partie de sa correspondance ont intégré les collections de la Bibliothèque nationale de France en 2021, dans le cadre de la succession de son fils adoptif, Éric Jourdan, et en dépit du projet de ce dernier de disperser ces documents en les vendant au enchères en 2011.

## Récompenses et distinctions

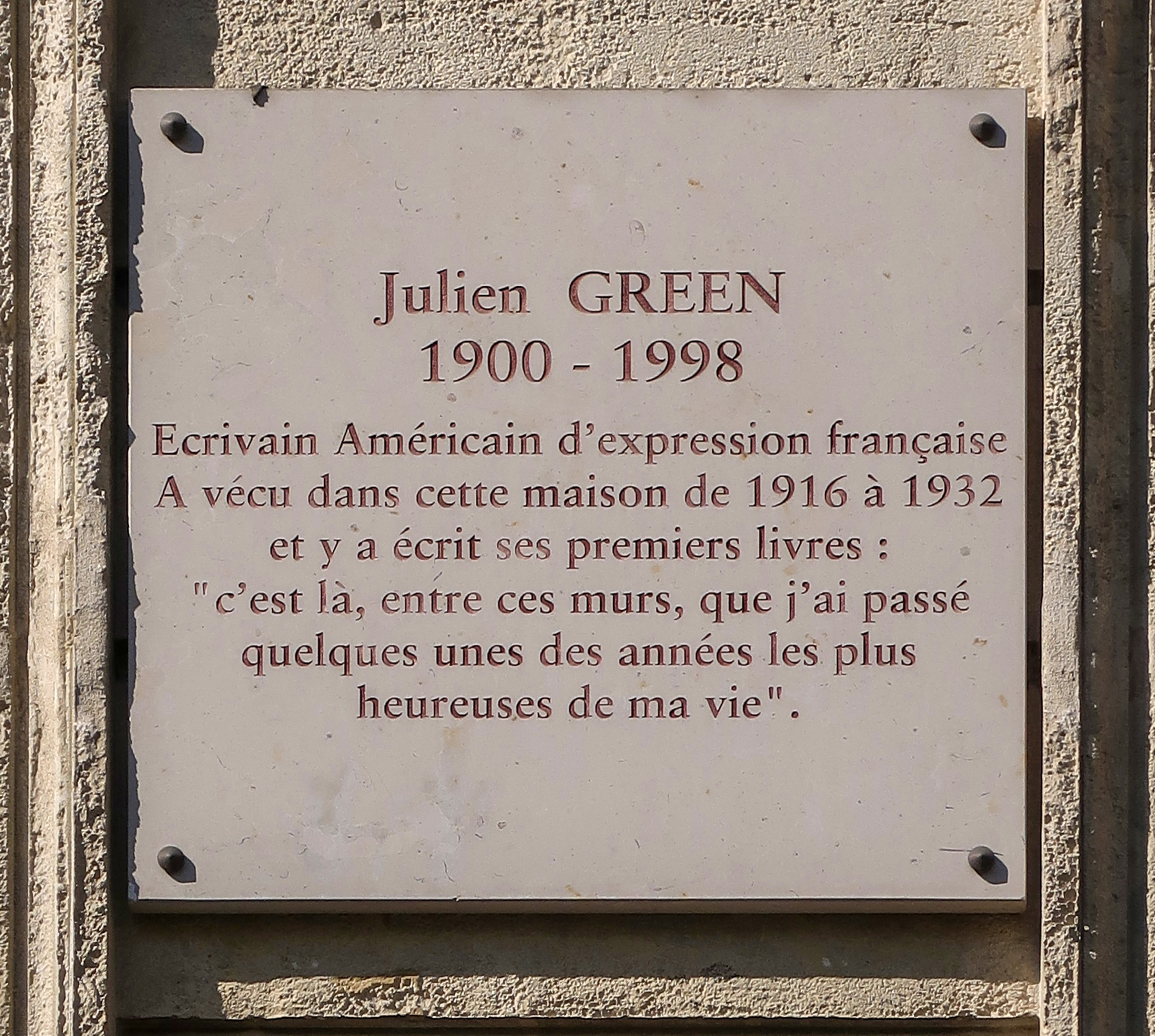
Plaque commémorative, 16 rue Cortambert (Paris).

Son œuvre a été récompensée par de multiples prix, notamment :
- Le prix Northcliffe, en 1928.
- Le prix Paul-Flat de l’Académie française, en 1928.
- Le prix Prince-Pierre-de-Monaco, en 1951.
- Le grand prix national des Lettres, en 1966.
- Le grand prix de littérature de l'Académie française, en 1970.
- Le grand prix de littérature de Pologne, en 1988.
- Le prix Cavour, grand prix de littérature italien, en 1991.

## Œuvres

### Romans et nouvelles
- Mont-Cinère, Paris, Plon-Nourrit et Cie, 1926.
- Adrienne Mesurat, Paris, Plon, 1927.
- Le Voyageur sur la terre, Paris, éditions de la Nouvelle Revue française, 1927.
- Léviathan, Paris, Plon, 1929.
- L'Autre sommeil, Paris, Gallimard, 1931.
- Épaves, Paris, Plon, 1932.
- Le Visionnaire, Paris, Plon, 1934.
- Minuit, Paris, Plon, 1936.
- Varouna, Paris, Plon, 1940.
- Si j'étais vous, Paris, Plon, 1947.
- Moïra, Paris, Plon, 1950.
- Le Malfaiteur, Paris, Plon, 1956.
- Chaque Homme dans sa nuit, Paris, Plon, 1960.
- L'Autre, Paris, Plon, 1971.
- La Nuit des fantômes (livre pour enfant), Paris, Plon, 1976.
- Le Mauvais lieu, Paris, Plon, 1977.
- Les Pays lointains (Dixie I), Paris, Le Seuil, 1987.
- Les Étoiles du sud (Dixie II), Paris, Le Seuil, 1989.
- Ralph et la quatrième dimension (livre pour enfant), Paris, Flammarion, 1991.
- Dixie (Dixie III), Paris, Le Seuil, 1994.
- L'Inconnu et autres récits, Paris, Fayard, 2008.

### Théâtre
- Sud, théâtre de l'Athénée, Paris, 1953.
- L'Ennemi, théâtre des Bouffes-Parisiens, Paris, 1954.
- L'Ombre, théâtre Antoine, Paris, 1956.
- Demain n'existe pas, 1979.
- L'Automate, 1979-1980.
- L'Étudiant roux, 1993.

### Journal
- Journal intégral
  - Tome 1 de 1919 à 1940, Robert Laffont (bouquins), Paris, 2019, 1376 p.
  - Tome 2 de 1940 à 1945, Robert Laffont (bouquins), Paris, 2021, 1408 p.
  - Tome 3 de 1946 à 1950, Robert Laffont (bouquins), Paris, 2021, 1056 p.

- Journal, 1919-1998, 19 volumes.
  - On est si sérieux quand on a 19 ans (journal 1919-1924), Fayard, 1993.
  - I, Les Années faciles (1928-1934), Plon, 1938 ; édition augmentée traitant la période 1926-1934, Plon, 1970.
  - II, Derniers beaux jours (1935-1939), Plon, 1939.
  - III, Devant la porte sombre (1940-1943), Plon, 1946.
  - IV, L'Œil de l'ouragan (1943-1945), Plon, 1949.
  - V, Le Revenant (1946-1950), Plon, 1951.
  - VI, Le Miroir intérieur (1950-1954), Plon, 1955.
  - VII, Le Bel aujourd'hui (1955-1958), Plon, 1958.
  - VIII, Vers l'invisible (1958-1967), Plon, 1967.
  - IX, Ce qui reste de jour (1966-1972), Plon, 1972.
  - X, La Bouteille à la mer (1972-1976), Plon, 1976.
  - XI, La Terre est si belle… (1976-1978), Le Seuil, 1982.
  - XII, La Lumière du monde (1978-1981), Le Seuil, 1983.
  - XIII, L'Arc-en-ciel (1981-1984), Le Seuil, 1988.
  - XIV, L'Expatrié (1984-1990), Le Seuil, 1990.
  - XV, L'Avenir n'est à personne (1990-1992), Fayard, 1993.
  - XVI, Pourquoi suis-je moi ? (1993-1996), Fayard, 1996.
  - XVII, En avant par-dessus les tombes (1996-1997), Fayard, 2001.
  - XVIII, Le Grand large du soir (1997-1998), Flammarion, 2006.

### Autobiographies
- Memories of Happy Days, Harper and Brothers, New York et Londres, 1942.

Version française : Souvenirs des jours heureux, Flammarion, Paris, 2007 ; traduit par l'auteur mais inédit de son vivant.
- Partir avant le jour (1900-1916), Grasset, Paris, 1963.
- Mille Chemins ouverts (1916-1919), Grasset, Paris, 1964.
- Terre lointaine (1919-1922), Grasset, Paris, 1966.
- Jeunesse, Plon, Paris, 1974.
- Jeunes années, Seuil, Paris, 1984 ; réédition augmentée des quatre œuvres précédentes en deux volumes.

### Essais et ouvrages divers
- Pamphlet contre les catholiques de France (sous le pseudonyme de Théophile Delaporte), impr. de Darantière, Dijon, 1924.
- Les Clefs de la mort, La Pléiade, Paris, 1927.
- Suite anglaise, Les Cahiers de Paris, Paris, 1927.
- Ce qu'il faut d'amour à l'homme, Plon, Paris, 1978.
- Frère François, Le Seuil, Paris, 1983.
- Paris, Champ Vallon, Paris, 1984.
- Le Langage et son double, éditions de la Différence, Paris, 1985, textes choisis, édition bilingue, traductions par l'auteur.
- Villes, éditions de la Différence, Paris, 1985 ; réédition sous le titre de Journal du voyageur, Le Seuil, Paris, 1990.
- Liberté chérie, Le Seuil, Paris, 1989.
- L'Homme et son ombre, Le Seuil, Paris, 1991, textes choisis, édition bilingue, traductions par l'auteur.
- Dionysos, Fayard et L’Atelier contemporain, 1994, édition originale enrichie de sept eaux-fortes de Robert Clévier ; réédité sous le titre de Dionysos ou La chasse aventureuse : poème en prose, Fayard, Paris, 1997
- Jeunesse immortelle, Gallimard, Paris, 1998.